# Mordy
Mordy là một thị trấn thuộc huyện Siedlecki, tỉnh Mazowieckie ở trung-đông Ba Lan. Thị trấn có diện tích 5 km². Đến ngày 1 tháng 1 năm 2011, dân số của thị trấn là 1843 người và mật độ 406 người/km².